# Хосписес
Хосписес — правитель древнеиндийской династии Кшахарата.
О Хосписесе, принадлежавшем к древнеиндийской династии Кшахарата, известно из обнаруженного с его именем нумизматического материала. Монеты Хосписеса, как и других правителей этого рода, имеют неразборчивые фрагментарные надписи, что связано, по замечанию Р. Мэирса, с некачественно изготовленными штампами. На аверсе показан горбатый бык, легенда на греческом языке. Как отметил Б. Сениор, изображения быков не встречаются на индо-греческих монетах, а только изредка на индо-скифских. Возможно, выпуск монет Хосписеса можно отнести к периоду между правлениями Азеса и Харахостеса. На реверсе — фигура человека — возможно, правителя, стоящего лицом к большому огненному алтарю и протягивающего какой-то предмет — возможно, свечу; легенда на кхароштхи. Изображения царей у подобных алтарей встречаются на некоторых монетах парфянских и кушанских царей.